# 宣大高速公路
宣大高速公路（冀高速S56，原编号S32）是连接一条连接中国河北省宣化县与山西省大同市的高速公路。全长126公里。

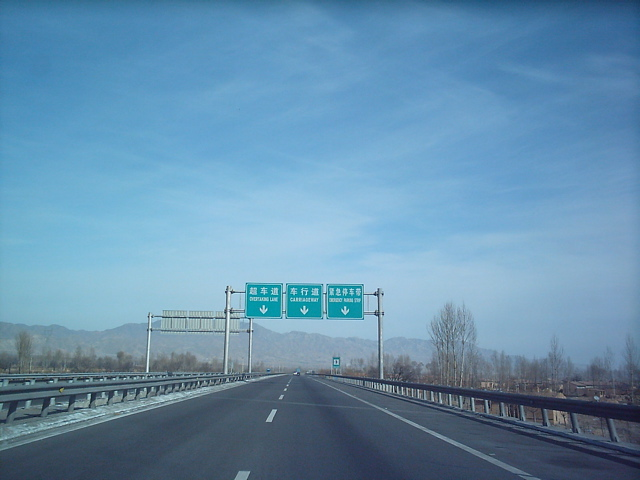
宣大高速公路

## 路线
宣大高速公路东起河北省宣化县，与京张高速公路相接；西至山西省大同市市区南部，沿途与得大高速公路、大运高速公路等相交。其全线均为双向4车道，限速在90至110公里之间。
该公路以山西省阳高县的孙启庄为界，分为河北和山西两段，分别在各自省内实行联网收费。在河北省境内，其走向整体呈东北-西南，属于河北北路网。在山西省境内，为东西走向，当地称作“京大高速公路”。
宣大高速公路修建于“九五计划”期间（1996年-2000年），于2002年12月实现了全线建成通车，是中国晋煤外运的首条重要公路通道。

## 沿线重要交汇点
- 京张高速公路 : （相接）
- 丹拉高速公路 : 宣化东
- 得大高速公路 : 马连庄
- 大运高速公路 : 大同

## 沿线设施列表

### 标记释义
- 〒 = 互通出入口; ＃ = 枢纽立交; ￥ = 主线收费站; Ｓ = 服务区;
- ↓ = 下行方向; ↑ = 上行方向; × = 不具备;
- ↘ = 下行出口; ↙ = 下行入口; ↗ = 上行出口; ↖ = 上行入口;

### 河北段
- (京张高速公路)
- ＃↘ ＃↙ ＃↗ ＃↖ 1: 宣化东 (丹拉高速公路)
- 〒↘ 〒↙ 〒↗ 〒↖ 2: 宣化
- Ｓ↓ Ｓ↑ : 宣化服务区
- 〒↘ 〒↙ 〒↗ 〒↖ 3: 深井
- Ｓ↓ Ｓ↑ : 化稍营服务区
- 〒↘ 〒↙ 〒↗ 〒↖ 4: 化稍营
- 〒↘ 〒↙ 〒↗ 〒↖ : 东城
- 〒↘ 〒↙ 〒↗ 〒↖ : 井儿沟
- 〒↘ 〒↙ 〒↗ 〒↖ : 阳原
- Ｓ↓ Ｓ↑ : 阳原服务区

### 山西段
- ￥↓ ￥↑ : 孙启庄主线收费站
- 〒↘ 〒↙ 〒↗ 〒↖ : 神泉堡
- 〒↘ 〒↙ 〒↗ 〒↖ : 西坪
- Ｓ↓ Ｓ↑ : 官堡服务区
- ＃↘ ＃↙ ＃↗ ＃↖ : 马连庄 (得大高速公路)
- 〒↘ 〒↙ 〒↗ 〒↖ : 马连庄
- ＃↘ ＃↙ ＃↗ ＃↖ : 大同 (大运高速公路)
- ￥↓ ￥↑ : 西河河主线收费站